# Aracamunia liesneri
Aracamunia es un género monotípico de orquídeas perteneciente a la subfamilia Orchidoideae; su única especie, Aracamunia liesneri Carnevali & I.Ramírez, es nativa de Venezuela.

## Descripción
Es la única orquídea con fuertes sospechas de que sea carnívora. Es peculiar su lengua rígida, al igual que sus estructuras aparentemente pegajosas que sugiere que emanan de las bases de sus hojas.  Se encontró en Cerro Aracamuni en Venezuela, una zona con los suelos pobres en  nutrición, que al parecer, favorece la aparición de asimilación de especies carnívoras.

## Taxonomía
Aracamunia liesneri fue descrita por Carnevali & I.Ramírez y publicado en Annals of the Missouri Botanical Garden 76: 962. 1989.